# Josefa de Óbidos
Josefa de Óbidos, pseudonimo di Josefa de Ayala Figueira (Siviglia, 1630 ca. – Óbidos, 22 luglio 1684), pittrice portoghese di origine spagnola. Firmava le sue opere come "Josefa em Óbidos" o "Josefa de Ayalla".
Tutto il suo lavoro è stato eseguito in Portogallo, paese natale di suo padre, dove ha vissuto dall'età di quattro anni. A Josefa de Óbidos sono state attribuite circa 150 opere d'arte, facendo di lei una delle artiste barocche più prolifiche del Portogallo.

## Biografia
Josefa de Óbidos fu battezzata a Siviglia, in Spagna, il 20 febbraio 1630; il suo padrino era il famoso pittore sivigliano Francisco de Herrera il Vecchio. Suo padre, Baltazar Gomes Figueira, era un pittore portoghese del villaggio di Óbidos. Andò a Siviglia nel 1620 per migliorare la propria tecnica pittorica e lì sposò Catarina de Ayala y Cabrera, un'andalusa nativa, che sarebbe diventata la madre di Josefa. Almeno fino al 3 maggio 1634, risulta che la famiglia viveva nella nativa Óbidos in occasione del battesimo del loro primo figlio, Francisco.
Nel 1644 Josefa è documentata come pensionante presso il Convento agostiniano di Santa Ana a Coimbra, mentre suo padre si trovava nella vicina Santa Cruz, lavorando su una pala d'altare per la chiesa di Nossa Senhora da Graça. Mentre risiedeva in questo convento nel 1646, Josefa realizzò incisioni di Santa Caterina e San Pietro, le sue prime opere firmate note. Il suo primo dipinto firmato risale al 1647, un piccolo Matrimonio mistico di Santa Caterina su rame (Museu Nacional de Arte Antiga, Lisbona), completato per il Monastero agostiniano di Santa Cruz a Coimbra. Nello stesso anno realizzò altri piccoli dipinti su rame, tra cui un Presepe con San Francesco e Santa Chiara in adorazione del Cristo neonato (collezione privata).
Qualche tempo prima del 1653, lei e la sua famiglia lasciarono Coimbra e si stabilirono a Óbidos, dove contribuì con un'allegoria della Saggezza per il Novos estatutos da Universidade de Coimbra, il testo delle regole dell'Università di Coimbra, il cui frontespizio era stato decorato da suo padre.

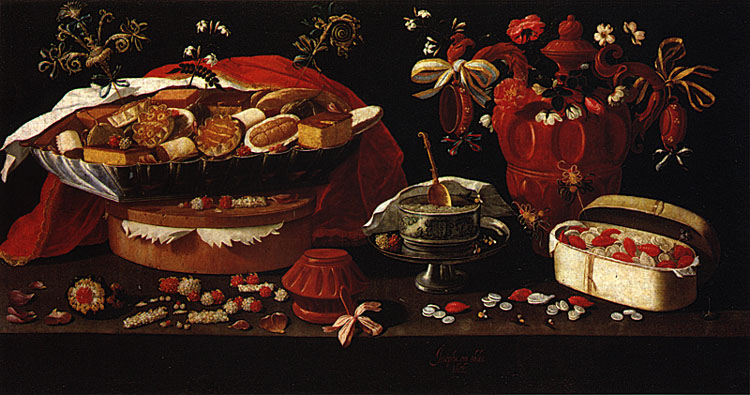
Natura morta con dolci (c.1679). Santarém, Biblioteca Comunale

Nei decenni successivi Josefa realizzò diverse pale d'altare religiose per chiese e conventi nel Portogallo centrale, oltre a dipinti di ritratti e nature morte per clienti privati.
Il testamento di Josefa è datato 13 giugno 1684. In questo documento, l'artista è descritta come «emancipata con il consenso dei suoi genitori» e una «vergine che non si è mai sposata». Morì il 22 luglio 1684 all'età di cinquantaquattro anni, sopravvissuta alla madre e alle due nipoti (suo padre era morto il 27 dicembre 1674). Fu sepolta nella chiesa di San Pietro di Óbidos.

## Opere

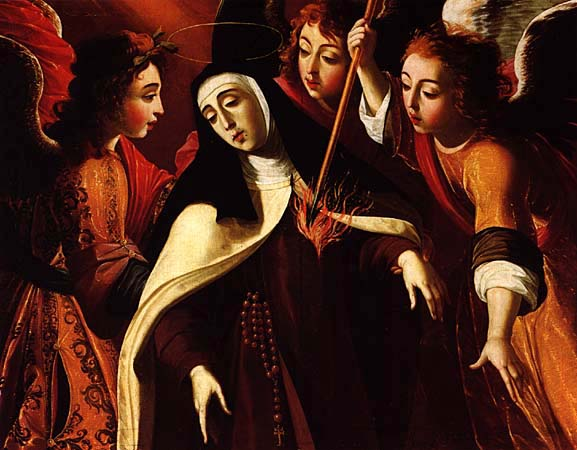
Josefa de Óbidos:Estasi di Santa Teresa; Chiesa Madre di Cascais

Nel corso della sua carriera, Josefa de Óbidos ricevette molte importanti commissioni pubbliche per pale d'altare e altri dipinti da esporre nelle chiese e nei monasteri del Portogallo centrale. Esempi sono rappresentati da: sei tele per la pala d'altare di Santa Caterina per la chiesa di Santa Maria de Óbidos nel 1661, sei dipinti che rappresentano Santa Teresa d'Avila (1672-1673) per il convento carmelitano di Cascais, un'Adorazione dei pastori per il convento di Santa Madalena ad Alcobaça (1669) e quattro dipinti per la Casa de Misericórdia di Peniche (1679).
Molti dei suoi dipinti di nature morte, considerati la sua specialità, sono ora conservati al Museu Nacional de Arte Antiga di Lisbona. Tra le sue nature morte più famose ci sono una serie di dipinti dei mesi dell'anno, dipinti in collaborazione con il padre e ora disseminati tra varie collezioni private; ognuno di questi dipinti è costituito da uno sfondo paesaggistico con una natura morta in primo piano, composta dagli animali, dalla frutta e dalla verdura consumati in quel mese. Mentre questi dipinti, a prima vista, sembrano essere dipinti di nature morte secolari (non-religiosi), hanno anche un significato religioso e possono essere collegati alla religiosità francescana. Un esempio di uno dei suoi dipinti religiosi sarebbe L'Agnello Pasquale che trasmette idee di pietà e sacrificio. Nell'insieme, questi dipinti rappresentano il passare del tempo, l'inevitabilità della morte e la possibilità di rinascita.
Il suo ritratto più noto è quello di Faustino das Neves, datato 1670 circa, che si trova nel Museo Civico di Óbidos.

## Critica
Josefa de Óbidos è stata inclusa in diversi trattati e raccolte di biografie di artisti scritti tra il XVII e il XIX secolo. Vitor Serrão ha notato che in molti di questi scritti «Josefa de Ayala ha assunto proporzioni mitiche da autori intimoriti dal fatto che l'artista fosse una donna». Nel suo trattato sulla pittura del 1696, Félix da Costa Meesen annoverò Josefa tra i più importanti artisti portoghesi, scrivendo che fosse «acclamata in lungo e in largo, soprattutto nei paesi vicini...». Nel 1736, Damião de Froes Perym ha elogiato i suoi «talento, bellezza e onestà», così come la sua «attrattiva». Nel testo inedito dell'Ottocento Memorias historicalas e diferentes apontamentos acerca das antiguidades de Óbidos, di un autore anonimo, Josefa è descritta come «ben nota dentro e fuori il regno per i suoi dipinti, in cui era unica durante il periodo in cui fiorì, come qualcuno che ha praticato le perfezioni dell'arte tra applausi notevoli e lodi oneste, vivendo tutta la sua vita in un casto nubilato». Questo testo descrive anche come Josefa ebbe uno stretto rapporto con la regina del Portogallo, Maria Francisca di Savoia.
In molte di queste fonti gli autori attribuiscono a Josefa vari dipinti, oggi noti per essere di autori diversi. A partire dal 1949, gli storici dell'arte iniziarono a valutare in modo più critico il suo corpus di opere; in una mostra tenutasi al Museu Nacional de Arte Antiga (Lisbona), i curatori stilarono un elenco di cinquantatré opere che potrebbero essere definitivamente dichiarate autografe. Nel 1957 Luis Reis-Santo ha prodotto la prima monografia sull'opera di Josefa, espandendo la sua opera conosciuta.

## Mostre
- Esposição das pinturas de Josefa de Óbidos (Ayala), Museu Nacional de Arte Antiga, Lisbona, 1949.[8]
- Josefa de Óbidos eo tempo barroco, Galeria de Pintura do Rei D. Luis, Lisbona, 1991.[10]
- The Sacred and the Profane: Josefa de Óbidos of Portugal, The National Museum of Women in the Arts, Washington, DC, 1997.[2]
- Josefa de Óbidos ea invenção do Barroco Português, Museu Nacional de Arte Antiga, Lisbona, 2015.[11]